# Маршали
Маршали́ — село в Україні, у Роменському районі Сумської області. Населення становить 429 осіб. Входить до складу Недригайлівської селищної громади. До 2016 року орган місцевого самоврядування — Маршалівська сільська рада.

## Географія
Село Маршали знаходиться за 1,5 км від правого берега річки Біж. По селу протікає пересихаючий струмок з кількома загатами. На відстані 1,5 км розташовані села Омелькове, Польове, Біжівка (Конотопський район) і Пасьовини (Конотопський район). Поруч проходить автомобільна дорога Т 2504.

## Історія
12 червня 2020 року, відповідно до розпорядження Кабінету Міністрів України № 723-р «Про визначення адміністративних центрів та затвердження територій територіальних громад Сумської області», село увійшло до складу Недригайлівської селищної громади.
19 липня 2020 року, в результаті адміністративно-територіальної реформи та ліквідації Недригайлівського району, село увійшло до складу новоутвореного  Роменського району.

## Політика

### Парламентські вибори, 2019
На позачергових парламентських виборах 2019 року у селі функціонувала окрема виборча дільниця № 590385, розташована у приміщенні будинку культури.
Результати
- зареєстровано 268 виборців, явка 77,99%, найбільше голосів віддано за «Слугу народу» — 66,67%, за «Опозиційну платформа — За життя» — 7,73%, за Всеукраїнське об'єднання «Батьківщина» і Радикальну партію Олега Ляшка — по 4,83%[3]. В одномандатному окрузі найбільше голосів отримав Максим Гузенко (Слуга народу) — 71,92%, за Анатолія Кобзаренка (самовисування) — 12,81%, за Анатолія Свирида (самовисування) — 2,96%[4].

## Населення

### Мова
Розподіл населення за рідною мовою за даними перепису 2001 року:
| Мова       | Кількість | Відсоток |
| ---------- | --------- | -------- |
| українська | 423       | 98.6%    |
| російська  | 6         | 1.4%     |
| Усього     | 429       | 100%     |